# Pavol Mitter
Pavol Mitter (11. září 1941 Cerovo – 27. srpna 1992) byl slovenský geolog, speleolog a politik, po sametové revoluci československý poslanec Sněmovny lidu Federálního shromáždění za HZDS.

## Biografie
Pocházel z Cerova, z okresu Zvolen. Později se s rodiči přestěhoval do Krupiny. Absolvoval střední školu ve Zvolenu a pak vystudoval Pedagogický institut v Banské Bystrici (obor biologie-zeměpis). Nastoupil jako učitel a během zaměstnání vystudoval ještě Přírodovědeckou fakultu Univerzity Komenského v Bratislavě (obor fyzická geografie). Tuto školu absolvoval roku 1970 a následujícího roku obhájil rigorózní práci. V roce 1981 obhájil kandidátskou dizertaci na téma Reliéf na travertinech Slovenska. Od roku 1970 pracoval a bydlel v Liptovském Mikuláši, kde působil v Muzeu slovenského krasu v Správě slovenských jeskyní. Podílel se na speleologických průzkumech a angažoval se v Slovenské speleologické společnosti. Zaměřoval se na krasovou geomorfologii. Publikoval v odborném tisku i populárně-naučných periodikách.
Krátce se angažoval i politicky. Ve volbách roku 1992 byl za HZDS zvolen do Sněmovny lidu. Ve Federálním shromáždění setrval do své smrti v roce 1992. Pak ho v parlamentu nahradil Jozef Kniebügl.